# San Juan Hill
San Juan Hill était un quartier essentiellement peuplé d'afro-américains de la West Side de l'arrondissement de Manhattan, à New York.
La plupart de la zone fut détruite en raison d'un renouvellement urbain pour la construction du Lincoln Center.